# Diogmites superbus
Diogmites superbus är en tvåvingeart som beskrevs av Carrera 1953. Diogmites superbus ingår i släktet Diogmites och familjen rovflugor.
Artens utbredningsområde är Costa Rica. Inga underarter finns listade i Catalogue of Life.